# Piramatovci
Piramatovci su naselje u sastavu Grada Skradina, u Šibensko-kninskoj županiji. Nalaze se između Skradina i Benkovca.

## Povijest
Piramatovci su se od 1991. do 1995. godine nalazili pod srpskom okupacijom, tj. bili su u sastavu SAO Krajine.

## Stanovništvo
Prema popisu iz 2011. godine naselje je imalo 275 stanovnika.
| broj stanovnika | 183   | 473   | 250   | 222   | 275   | 322   | 340   | 453   | 521   | 567   | 566   | 613   | 517   | 484   | 341   | 275   | 209   |
|                 | 1857. | 1869. | 1880. | 1890. | 1900. | 1910. | 1921. | 1931. | 1948. | 1953. | 1961. | 1971. | 1981. | 1991. | 2001. | 2011. | 2021. |

## Poznate osobe
- Mirko Galić, hrvatski novinar i diplomat